# Henrik IV av Brabant
Henrik IV av Brabant, född 1251, död 1272, var regerande hertig av Brabant från 1261 till 1267. 